# Sergio Momo
Sergio Riveri Momo (Tenerife, 12 de julio de 1996), más conocido como Sergio Momo, es un actor español y brasileño de cine y televisión, conocido por interpretar a Yeray en la tercera temporada de la serie de Netflix Élite (2020).

## Biografía
Nació en Tenerife en 1996, se formó en baile contemporáneo dentro de la Escuela de Danza JASM de Tenerife. Desde las Islas Canarias se traslada a Madrid para dedicarse a la actuación, estudiando en el prestigioso Estudio Juan Carlos Corazza, lo que le granjearía sus primeros papeles con apenas 20 años. En 2016 debuta en televisión con Perdidos en el oeste, una miniserie juvenil de comedia emitida en Nickelodeon. En 2017 hace su debut en el cine en el largometraje bélico Zona hostil, dirigida por Adolfo Martínez.
En 2019 se incorpora al reparto recurrente de la comedia de superhéroes El Vecino, que adapta el cómic homónimo y está dirigida por Nacho Vigalondo. En 2020 se incorpora a la serie que más relevancia internacional le ha reportado, ya que debuta como uno de los alumnos del colegio de Élite en su tercera temporada. En 2021 se conoce su fichaje por otra serie de Netflix Bienvenidos a Edén, donde comparte rodaje con actores como Ana Mena, Amaia Salamanca, Begoña Vargas, Belinda o Jonathan Alonso. Ese mismo año se une al reparto de la comedia romántica cinematográfica Sevillanas de Brooklyn.

## Filmografía

### Cine
| Año  | Título                 | Personaje      | Director           |
| ---- | ---------------------- | -------------- | ------------------ |
| 2017 | Zona hostil            | Soldado Hunt   | Adolfo Martínez    |
| 2021 | Sevillanas de Brooklyn | Ariel Brooklyn | Vicente Villanueva |
| 2022 | 8 años                 | Tito Raúl      | JD Alcázar         |

### Televisión
| Año         | Título                     | Personaje             | Canal       | Notas                                  |
| ----------- | -------------------------- | --------------------- | ----------- | -------------------------------------- |
| 2016        | Perdidos en el oeste       | Guard Hatter          | Nickelodeon | 2 episodios                            |
| 2019        | El Vecino                  | Rober                 | Netflix     | Reparto secundario (T1); 7 episodios   |
| 2020        | Élite                      | Yeray Engonga         | Netflix     | Reparto principal (T3); 6 episodios    |
| 2022 - 2023 | Bienvenidos a Edén         | Nicolás "Nico"        | Netflix     | Reparto principal (T1-2); 11 episodios |
| 2024        | Una vida menos en Canarias | Daniel "Dani" Perdomo | Atresplayer | Reparto secundario (T1); 5 episodios   |